# Kagawa

Mapa da prefeitura de Kagawa

Kagawa (香川県, Kagawa-ken) é a menor prefeitura do Japão (por área). Localizada na ilha de Shikoku e a capital é Takamatsu.

## História
Kagawa antigamente era conhecida como a Província de Sanuki. 
Por um breve período entre agosto de 1876 e dezembro de 1888, Kagawa foi parte da prefeitura de Ehime.

### A Batalha de Yashima
Localizada na capital de Kagawa, Takamatsu, a montanha de Yashima foi um campo de batalhas para uma das mais famosas batalhas, entre os clãs Heike e Genji. O nome Yashima significa literalmente 'ilha do teto'. Yashima, chamada assim devido a sua forma que parece um telhado de uma casa tradicional japonesa, é um planalto peninsular que se projeta em direção ao mar interior de Seto. Mas, na época em que a Guerra Genpei ocorreu, ela era, como presume-se pelo nome, uma ilha separada do ilha principal pelo Rio Aibikigawa.
A batalha naval de Yashima ocorreu em 22 de março de 1185. As forças militares do Heike, derrotadas em Ichinotani, foram para Yashima com o Imperador Antoku e estabeleceram sua corte temporariamente e seu quartel general em Dan no Ura, Yashima. A ilha ainda guarda muitos nomes que possuem relação com a histórica batalha. De acordo com as histórias, o campo de batalha principal foi na área de Dannoura, onde hoje se encontra a escola primária Yashima-higashi. Visitantes podem encontrar o lugar da antiga corte do Imperador Antoku, os túmulos de Sato Tsugunobu e Kikuomaru e a pedra onde Nasuno Yoichi rezou pelo sucesso de sua façanha. Os nomes de lugares como o Pico de Genjigamine, Funakakushi e Lagoa Chinoike são reminiscências do passado.

## Geografia
A prefeitura de Kagawa tem forma de meia-lua, ao sul estão as Montanhas de Sanuki que alcançam alturas de 800 metros e descem gradualmente para o norte nas férteis planícies de Sanuki. Ao norte está o Mar Interior de Seto que abriga mais de 110 ilhas de vários tamanhos. Faz fronteira com a prefeitura de Ehime ao oeste, com Tokushima ao sul, com sua costa voltada para o mar interior e as prefeituras de Okayama e a região de Kansai.
Kagawa é a menor prefeitura em área do Japão. É uma prefeitura estreita localizada entre as montanhas de Shikoku e o mar, sendo que seu litoral mede aproximadamente 700 quilômetros.

### Cidades
Em negrito, a capital da prefeitura.
| - Higashikagawa - Kan'onji - Marugame | - Mitoyo - Sakaide - Sanuki | - Takamatsu - Zentsuji |

### Distritos
| - Distrito de Ayauta - Ayagawa - Utazu - Distrito de Kagawa - Naoshima - Distrito de Kita - Miki | - Distrito de Nakatado - Kotohira - Mannou - Tadotsu - Distrito de Shozu - Shodoshima - Tonosho |

## Economia
Agricultura e Pesca
Abençoados por um clima ideal para a agricultura, o homem do campo em Kagawa utiliza suas terras (70 acres por família) ao máximo para colher arroz, seu produto principal, vegetais e frutas, bem como para a pecuária. Muitos de tais produtos são de altíssima qualidade.
A indústria pesqueira em Kagawa inclui a pesca no Mar Interior de Seto, a criação de peixes tais como o olhete e o cultivo de algas marinhas em fazendas aquáticas.
Indústrias de Kagawa

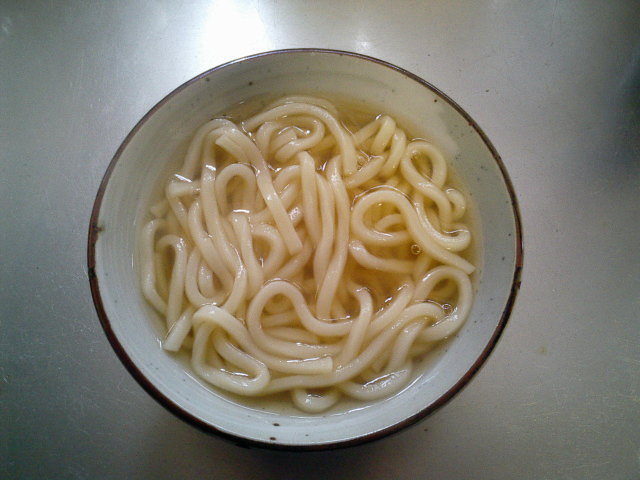
Udon puro

A maioria das companhias locais de Kagawa são pequenas, mas o número de companhias de médio e grande porte está em ascensão.
As principais indústrias de Kagawa são as de materiais básicos, tais como os relacionadas com petróleo, carvão, metal, alimentos e indústrias relacionadas com a vida diária, tais como as têxteis; e indústrias pesadas extensivas, tais como estaleiros e químicas. Porém, recentemente, Kagawa está se esforçando no sentido de desenvolver indústrias de valor adicionado e indústrias modernas através da introdução da tecnologia micro-eletrônica, além de promover a pesquisa e o desenvolvimento de tecnologias ultramodernas.
Indústrias tradicionais
Em Kagawa, desde os tempos remotos, tecnologias, culturas e artesanatos vieram a desenvolver-se e isto impulsionou a expansão de diversas indústrias tradicionais locais herdadas até os dias de hoje.
Principais produtos tradicionais:
-Alimentos: Udon (macarrão japonês), Somen (macarrão cabelo de anjo); molho de soja, pasta de soja, alimentos preservados; peixes pequenos, algas marinhas, etc. cozidos em molho de soja e açúcar; bolo de pasta de peixe, cozido ao vapor; vinho de arroz.
O principal prato típico de Kagawa é o Sanuki Udon. Sua origem é incerta, mas sabe-se que existem pinturas do Período Edo com desenhos de restaurantes de udon. É uma sopa de macarrão grosso de trigo que pode levar cebolinha, ovos e shoyu. Em comparação com o udon normal, seu macarrão é mais grosso e duro.
-Têxteis, artigos de couro: Luvas, produtos costurados, malhas.
-Outros: Utensílios de laca, leques, produtos de pedra, balanças, móveis, lenços de papel.

## Demografia
Kagawa é a 40ª prefeitura mais populosa do Japão, e seus um milhão de habitantes são responsáveis por aproximadamente 0,8% da população nacional. Ela ocupa o 11º lugar no país em densidade populacional, com 540 habitante por km².

## Turismo
Parque Ritsurin

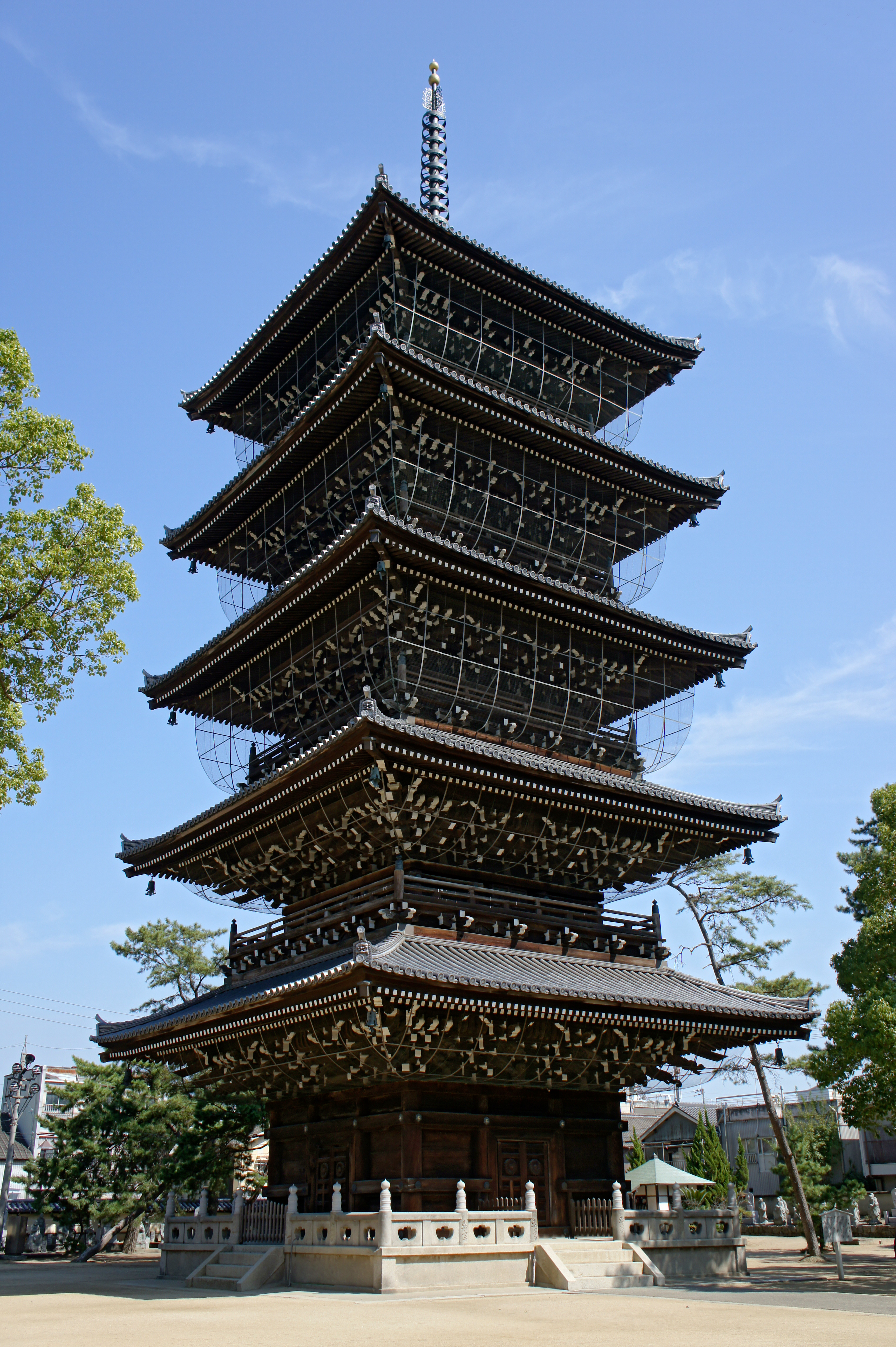
Templo Zentsu-ji

Com o Monte Shiun ao fundo, este jardim panorâmico típico é circundado por 6 lagos e 13 colinas em miniatura, sendo famoso por ser um dos mais lindos do Japão.
Castelo de Marugame
Este castelo foi construído há cerca de 400 anos por um dos mais famosos líderes militares do Japão, Chikamasa Ikoma.  As muralhas de pedra são amplamente conhecidas tanto por sua beleza como por sua altura.
Desfiladeiro Kankakei na Ilha de Shodoshima
Todos ficam impressionados com as rochas de formato esquisito e com a coloração das folhas no outono.  Esta ilha é um refúgio com um grande número de acomodações.
Parque Comemorativo da Ponte Seto Ohashi
Este parque foi reformado e completado em 1991 e atualmente abriga um museu construído em comemoração a Ponte Seto Ohashi.  Próximo ao parque há uma torre de observação que comanda uma vista panorâmica da Ponte Seto Ohashi.
Santuário Kotohiragu
Kompira san de Sanuki é a divindade guardiã dos homens do mar. Desde o Período Edo, tem sido local religioso, conhecido no Japão todo.  Os 785 degraus que levam ao edifício principal e os 1.368 degraus até o santuário são muito famosos.  Ambos os lados das escadas estão repletas de lojas de recordações.  A vista panorâmica é de rara beleza.
Yashima
A vista deste planalto de lava com formato de um telhado, a cerca de 300 metros acima do nível do mar, é magnífica.  Yashima é famosa por uma batalha naval histórica entre os clãs de Taira e Minamoto há cerca de 800 anos.
Parque Kotohiki
Este parque é famoso pelo verde de seus pinheiros e por suas areias brancas.  Uma enorme moeda inscrita com caracteres japoneses foi esculpida no solo arenoso, com uma enorme circunferência de 345 metros.
Tempo Zentsuji com um pagoda de cinco andares
Zentsuji é o local onde nasceu Kukai, também chamado de Kobo-daishi, o fundador da seita Shingon do Budismo.
Ilha de Onigashima
Esta ilha próxima a Takamatsu possui uma enorme caverna de 4.000 m² alojada em seu cume. 188 metros acima do nível do mar. Diz-se que a caverna era usada como abrigo por piratas.
Parque Tamamo
Este parque foi construído no terreno de oito hectares do Castelo de Takamatsu, em frente ao Porto de Takamatsu.  O castelo, construído por Chikamasa Ikoma em 1588, situava-se à beira mar e era de um tipo raramente visto no Japão.  Algumas das torres ainda existem e a água do mar continua a fluir em seus fossos.
Ilha de Honjima
O Arquipélago de Shiwaku, no qual se encontra esta ilha, era uma rota muito importante do Mar Interior. Com autonomia adjudicada pelo Xogum, esta ilha era governada por lordes feudais.
Parque Kinrin
Este parque é conhecido como o Bosque dos Pinheiros de Tsuda. Em seus 9,3 hectares há pinheiros com mais de 600 anos de idade, com suas raízes aflorando à terra. Esta área é também popular para se nadar no verão.

## Símbolos da prefeitura

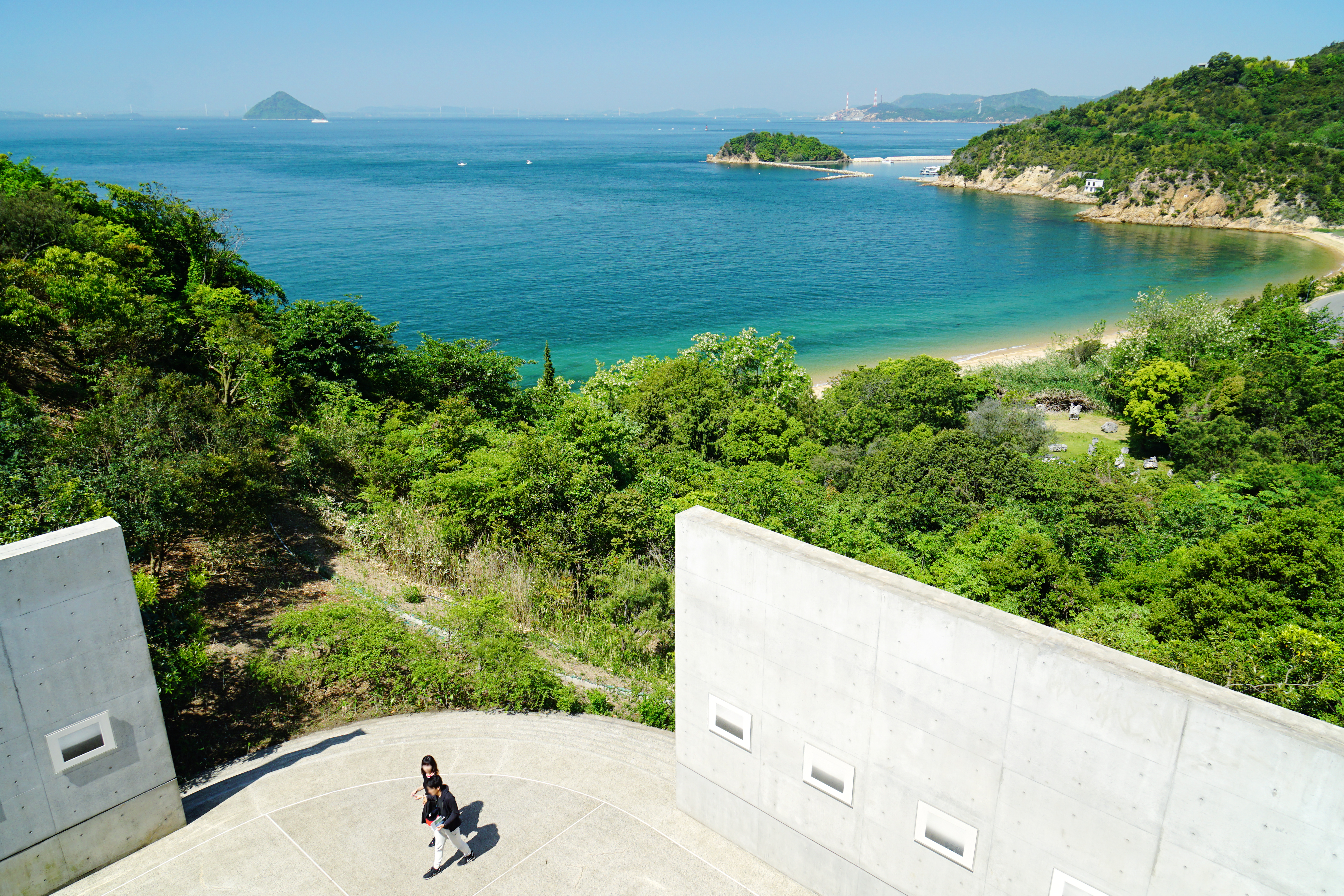
Paisagem de Kagawa

Árvore e Flor - Oliveira
Pássaro: Cuco
Animal: Veado
Peixe: Olhete (yellow tail)